# Dionysius (inslagkrater)
Dionysius is een opvallende inslagkrater op de naar de Aarde toegekeerde kant van de Maan.

## Beschrijving
De diameter van Dionysius is 18 kilometer. De diepte is 2500 meter. De buitenhoogte 350 meter. Deze peervormige krater bezit scherpe wandkammen. De bodem van Dionysius is complex. Er komen talrijke heuveltjes en koepelheuvels van verschillende afmetingen voor. Rond de bodem ligt een ronde rug. Rond Dionysius ligt een opvallend deken van uitgeworpen materiaal, die samen met de scherpe wandkam getuigt van het feit dat Dionysius een jonge inslagkrater is. De bodem van Dionysius wordt aanzien als een (kleinere) versie van de bodem van kraters zoals Tycho en Copernicus. De bodem is karakteristiek voor kraters van deze afmeting die over een uitgebreide deken van uitgeworpen materiaal beschikken.

## Locatie
Dionysius bevindt zich aan de zuidwestelijke rand van Mare Tranquillitatis, ten zuiden van de komvormige krater Ariadaeus, ten noordwesten van de tweelingkraters Ritter en Sabine.

## Naamgeving
De benaming Dionysius is afkomstig van Giovanni Battista Riccioli, die deze opvallende krater echter de naam Ariadaeus gaf . De benaming Dionysius (als S. Dionysius Areop.) gaf hij aan de krater die volgens de Internationale Astronomische Unie (IAU) officieel Delambre heet . Nog een andere krater welke hij de benaming Dionysius Exiguus gaf heet volgens de IAU officieel Censorinus C . Michael van Langren gaf aan de krater die officieel Dionysius heet de benaming Gutschovii . Johannes Hevelius gaf aan deze krater de benaming Mons Horminius .

## Donker stralenstelsel en zichtbaarheid tijdens volle maan
Inslagkrater Dionysius is de enige formatie op de maan die omhuld is door een donker stralenstelsel . Door contrastwerking valt de helderheid van de eigenlijke krater ten opzichte van dit donker stralenstelsel, vooral tijdens volle maan, extra op.

## Gedeeltelijke en totale maansverduisteringen
Dionysius is het 35ste item in de lijst van opvallende formaties die tijdens gedeeltelijke en totale maansverduisteringen kunnen worden gebruikt als ijkpunten om de positie van de rand van de aardschaduw te bepalen .